# Laureana Cilento
Laureana Cilento è un comune italiano di 1 261 abitanti della provincia di Salerno in Campania.

## Geografia fisica

### Territorio
- Classificazione sismica: zona 3 (sismicità bassa), Ordinanza PCM. 3274 del 20/03/2003.

### Clima
La stazione meteorologica più vicina è quella di Capaccio. In base alla media trentennale di riferimento 1961-1990, la temperatura media del mese più freddo, gennaio, si attesta a +6,8 °C; quella del mese più caldo, agosto, è di +24,4 °C.
| Capaccio           | Mesi | Mesi | Mesi | Mesi | Mesi | Mesi | Mesi | Mesi | Mesi | Mesi | Mesi | Mesi | Stagioni | Stagioni | Stagioni | Stagioni | Anno |
| Capaccio           | Gen  | Feb  | Mar  | Apr  | Mag  | Giu  | Lug  | Ago  | Set  | Ott  | Nov  | Dic  | Inv      | Pri      | Est      | Aut      | Anno |
| ------------------ | ---- | ---- | ---- | ---- | ---- | ---- | ---- | ---- | ---- | ---- | ---- | ---- | -------- | -------- | -------- | -------- | ---- |
| T. max. media (°C) | 9,9  | 9,9  | 12,6 | 16,0 | 19,8 | 24,3 | 28,7 | 29,2 | 25,4 | 20,9 | 15,8 | 12,0 | 10,6     | 16,1     | 27,4     | 20,7     | 18,7 |
| T. min. media (°C) | 3,7  | 4,0  | 5,7  | 8,6  | 11,7 | 15,6 | 19,1 | 19,6 | 16,5 | 13,0 | 9,1  | 5,9  | 4,5      | 8,7      | 18,1     | 12,9     | 11,0 |

## Storia
Il borgo, denominato Lauriano, dal 1811 al 1860 ha fatto parte del circondario di Torchiara, appartenente al distretto di Vallo del regno delle Due Sicilie.
Con l'annessione al regno di Sardegna ha cambiato il toponimo in Laureana Cilento e dal 1860 al 1927, durante il regno d'Italia ha fatto parte del mandamento di Torchiara, appartenente al circondario di Vallo della Lucania.

## Monumenti e luoghi d'interesse
A Laureana Cilento sono presenti la Casa del Mercato (XII sec.), la chiesa di Santa Maria del Paradiso (XII sec.) e un belvedere accanto alla comunità montana.
Inoltre, le costruzioni abitative sono, in maggioranza, realizzate in pietra cilentana.

## Società

### Evoluzione demografica
Abitanti censiti

## Geografia antropica

### Frazioni
Del comune di Laureana Cilento fanno parte le frazioni di Archi, Matonti, San Martino, mentre Casaliello, Spinelli e Vetrali sono piccoli quartieri della frazione Matonti.

## Infrastrutture e trasporti

### Strade
- Strada regionale 267 Agropoli (ospedale) - Innesto SP 430 (svincolo Agropoli sud) - Innesto SP 15 (S.Pietro) - Innesto SP 237 (S.Andrea).
- Strada provinciale 46 Innesto SS 18 (Rutino) - Innesto SP 15 (Galdo).
- Strada provinciale 172 Innesto SP 46 (Laureana Cilento) - Innesto SR 267 (Archi di Laureana Cilento).
- Strada provinciale 221 Innesto SP 46 (San Martino) - Rocca Cilento.

## Amministrazione

### Sindaci
| Periodo        | Periodo        | Primo cittadino  | Partito              | Carica  | Note |
| -------------- | -------------- | ---------------- | -------------------- | ------- | ---- |
| 23 aprile 1995 | 13 giugno 1999 | Angelo Moschillo | centro-destra        | Sindaco |      |
| 13 giugno 1999 | 12 giugno 2004 | Angelo Moschillo | centro-sinistra      | Sindaco |      |
| 13 giugno 2004 | 6 giugno 2009  | Gennaro Cardone  | lista civica         | Sindaco |      |
| 7 giugno 2009  | 25 maggio 2014 | Angelo Serra     | lista civica         | Sindaco |      |
| 25 maggio 2014 | in carica      | Angelo Serra     | lista civica I Lauri | Sindaco |      |

### Altre informazioni amministrative
Il comune è sede istituzionale della Comunità montana Alento-Monte Stella e fa anche parte dell'Unione dei comuni Alto Cilento.
Le competenze in materia di difesa del suolo sono delegate dalla Campania all'Autorità di bacino regionale Sinistra Sele.